# وحدة تعقب بن لادن
وحدة بن لادن (1996-2005) هي وحدة تابعة لوكالة المخابرات المركزية الأمريكية CIA، مخصصة لتتبع أسامة بن لادن ورفاقه.
أُنشت الوحدة في 1996، وأعدت الوحدة خطة كبرى ضد تنظيم القاعدة في عام 1999، لكنها عانى ت من إيجاد الموارد اللازمة لتنفيذ الخطة. قبل 9/11 جمعت الوكالة تقارير كاملة عن المسلحين في أفغانستان، بما في ذلك معلومات عن المحيطين بأسامة بن لادن.(ص.109)
تم حل الوحدة في 2005م.

## مدراء الوحدة
- مايكل شوير (1996 - 1999)
- كوفر بلاك (1999 - 2002)
- مايكل شوير (2002 - 2004) كمستشار.